# Канадско-румынские отношения
Канадско-румынские отношения — двусторонние дипломатические отношения между Канадой и Румынией .

## Обзор
У Канады есть посольство в Бухаресте, а у Румынии имеется посольство в Оттаве и три генеральных консульства (в Монреале, Торонто и Ванкувере). Румыния также имеет почётное генеральное консульство в Монктоне. Между Канадой и Румынией сложились дружеские отношения, о чём свидетельствуют сильные политические связи и общее членство во многих организациях, таких как: Организация по безопасности и сотрудничеству в Европе, Франкофония и НАТО.

## История
В 1895 году министр внутренних дел Канады Клиффорд Сифтон посетил Буковину. С 1912 по 1913 год Роберт Уилльям Сервис был корреспондентом Торонто стар во время Балканских войн. Во время Первой мировой войны канадский авантюрист Джозеф Уайтсайд Бойль воевал на стороне правительства Румынии, помогая защитить страну от армий Центральных держав. За свою деятельность он был удостоен специального звания «Спаситель Румынии». Джозеф Уайтсайд Бойль был близким другом румынской королевы Марии Эдинбургской, по неподтвержденным данным они были любовниками. 16 августа 1919 года были установлены официальные дипломатические отношения, после открытия Генерального консульства Румынии в Монреале. В 1970 году было открыто посольство Румынии в Оттаве. 15 июня 2009 года министр иностранных дел Канады Лоуренс Кэннон объявил, что Филипп Бёльн назначен послом в Румынии с исполнением дипломатических функций в Республике Болгарии и Республике Кипр.

## Торговые отношения
Румыния является крупнейшим торговым партнером Канады в Юго-Восточной Европе. Канада участвовала в строительстве румынской АЭС Чернаводэ, первый ядерный реактор которой работает с 1996 года, а официальный запуск второго ядерного реактора состоялся в 2007 году. Канадская компания Atomic Energy of Canada Limited предложила свои услуги Румынии для строительства третьего и четвертого реактора. В 2011 году Канада инвестировала в экономику Румынии 273 млн. Канадских долларов, инвестиции были сосредоточены в разведку месторождений минерального топлива и автомобильное строительство. В 2012 году объём товарооборота  между Канадой и Румынией достигла суммы 387,5 млн. Канадских долларов.